# Rue Lénine (Ivry-sur-Seine)
Pour les articles homonymes, voir Rue Lénine.
La rue Lénine est une voie de circulation se trouvant à Ivry-sur-Seine. Dans le prolongement de l'avenue Georges-Gosnat, elle est la principale artère est-ouest de la commune.

## Situation et accès

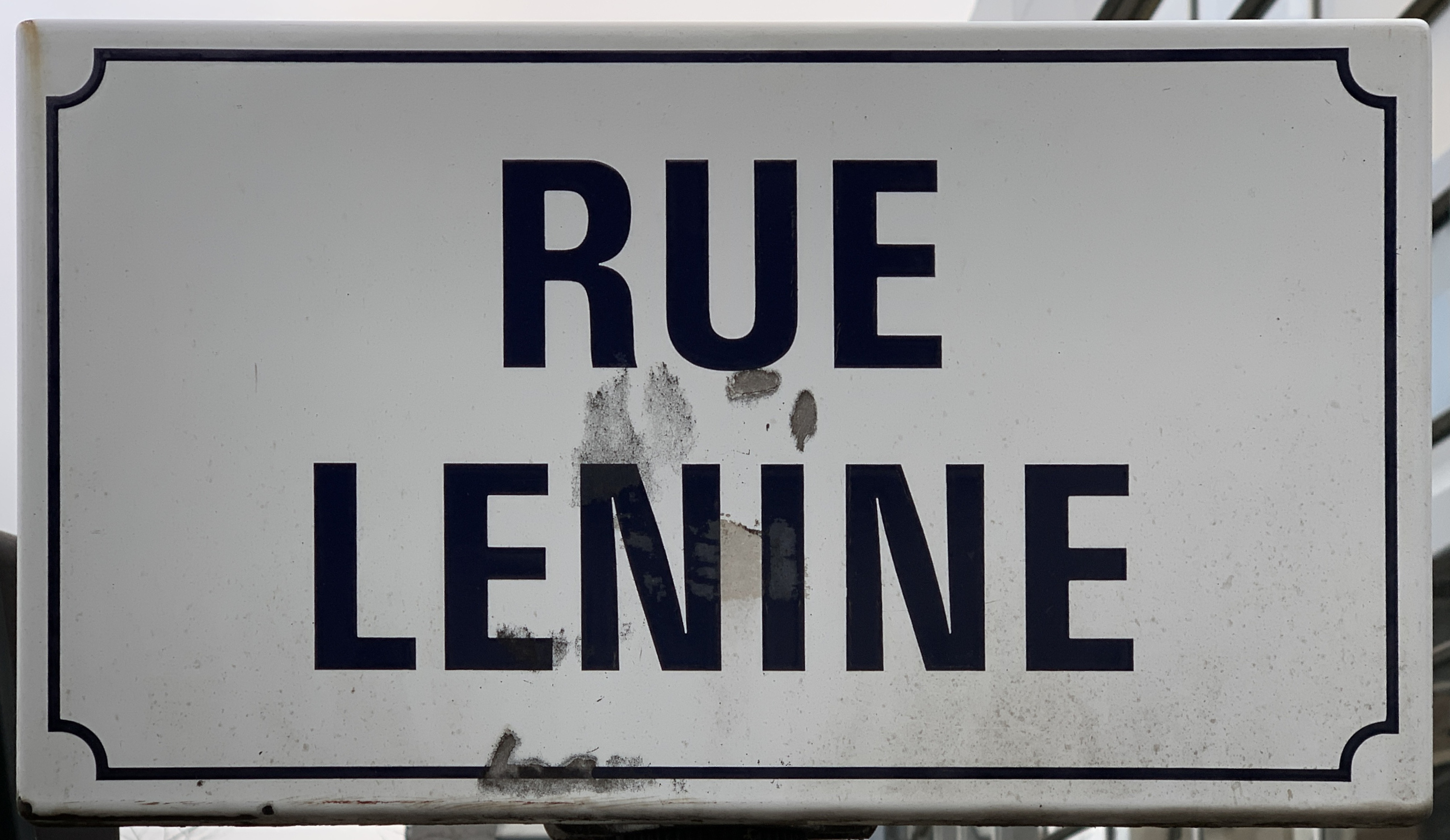
Plaque de rue.

La rue Lénine suit le tracé de la D 154. Elle est desservie par la gare d'Ivry-sur-Seine, proche de son extrémité ouest.
Partant du carrefour de l'avenue Georges-Gosnat et de la rue Molière, elle croise notamment la rue Jean-Jacques-Rousseau puis le boulevard Paul-Vaillant-Couturier avant de rencontrer le pont Nelson-Mandela sud au carrefour du quai Jean-Compagnon et du quai Auguste-Deshaies.

## Origine du nom
Le nom de la rue rend hommage à Vladimir Ilitch Lénine, homme politique russe.

## Historique

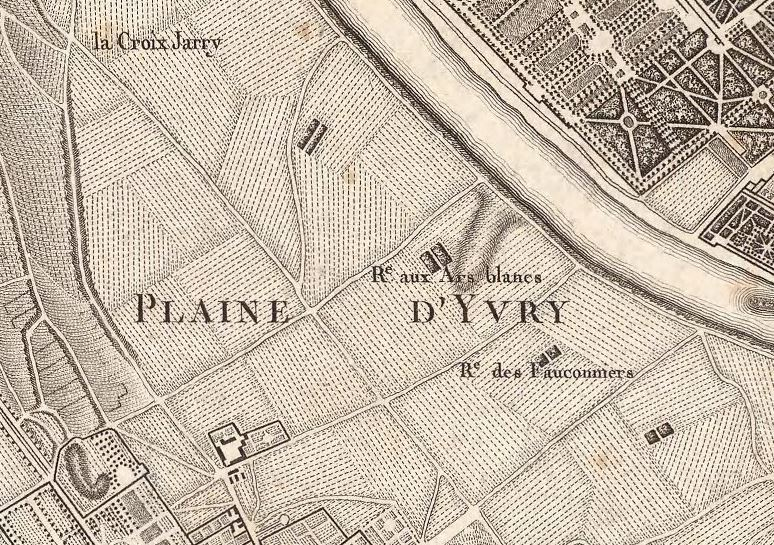
La remise des Fauconniers.

Cette voie a en partie eu la même histoire que l'avenue Georges-Gosnat, tout d'abord appelée « rue de Seine »,, qui menait à ce qui était à l'époque le pont de Conflans.
La crue de la Seine de 1910 atteint durement cette rue et les voies alentour, le sauvetage des habitants étant assuré par le 23e régiment de dragons,,.
La voie est nommée « rue de la Mairie » entre 1910 et 1933 environ,,.
Le 29 novembre 1949, elle est renommée « rue Staline ».
En novembre 1961, Georges Marrane, maire de la ville, annonce dans le journal L'Humanité qu'en accord avec les décisions prises par le XXIIe congrès du Parti communiste de l'Union soviétique concernant la déstalinisation, le conseil municipal décide de changer le nom de cette voie en « rue Lénine », jusqu'à la Seine.
Elle prend finalement, dans sa partie ouest, le nom d'« avenue Georges-Gosnat » le 17 novembre 1983 mais le nom de « rue Lénine » est conservé à l'est du pont franchissant la ligne de Paris-Austerlitz à Bordeaux-Saint-Jean, à partir du carrefour avec la rue Molière.

## Bâtiments remarquables et lieux de mémoire

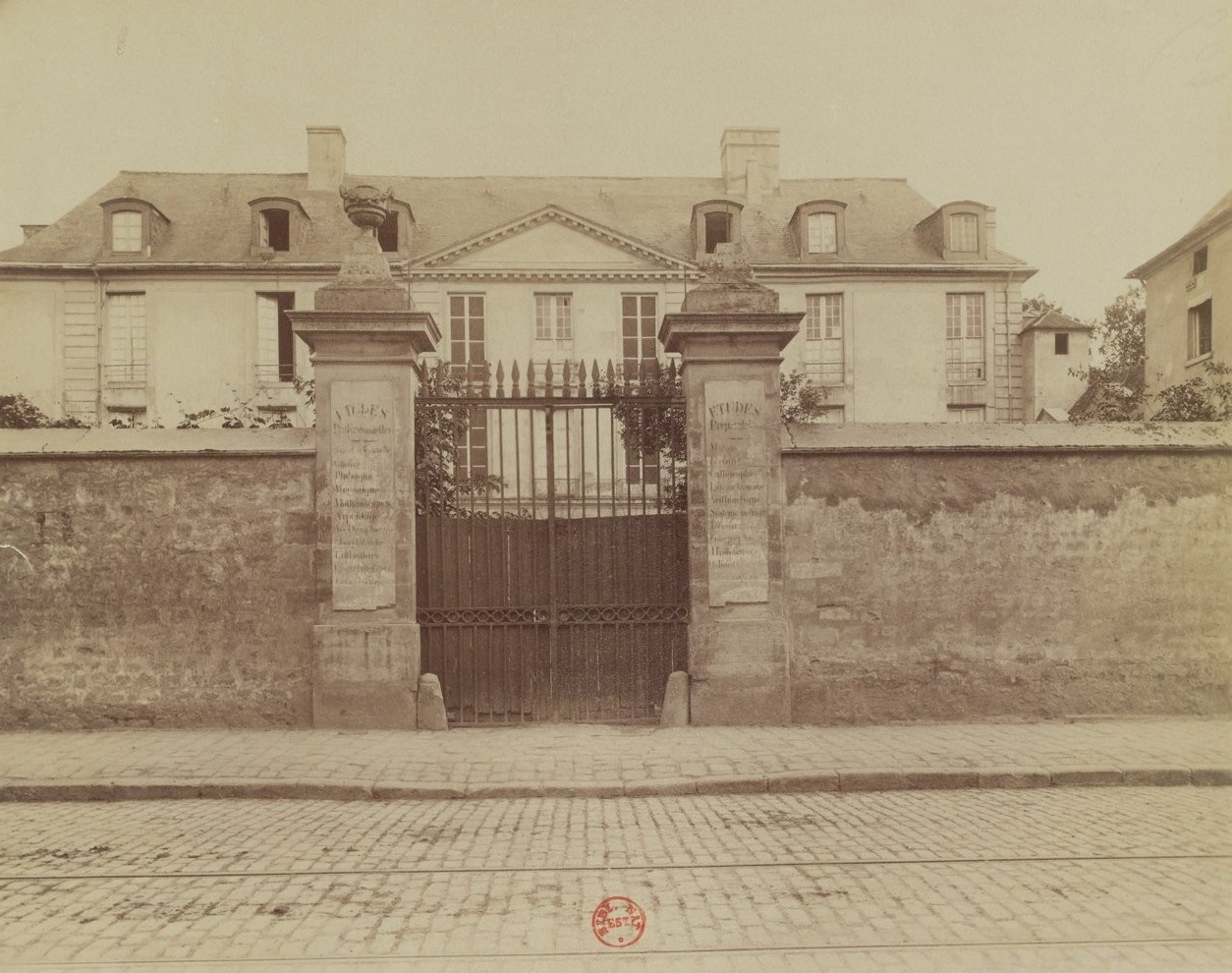
Le pensionnat professionnel fondé par Pompée à Ivry (photo Atget, 1901).

- Église Sainte-Croix d'Ivry-Port, construite en 2005.
- À l'entrée du centre commercial Quais d'Ivry, la placette des Fauconnières, dont le nom vient de la « remise des fauconniers » qui s'y trouvait au XVIIIe siècle, et figurait sur la carte des Chasses du Roi.
- Au no 1 de la rue se trouvait la maison de vins en gros Gerbaud. Elle y produisait le Vin du Postillon jusqu'en 1967[14],[15].
- Quelques numéros plus à l'ouest, du même côté de la rue, se trouvait une grande bâtisse construite au XVIIe siècle, entourée d'un parc. En 1820 s'y installa une succursale du collège Sainte-Barbe Delanneau. Elle fut ensuite acquise dans les années 1830-1840 par un industriel nommé Saget, qui y fabrique des lampes à huile à réflecteurs paraboliques du système Ami Argand, continué par Isaac-Ami Bordier-Marcet. En 1853, sa veuve loua cette demeure à Pierre-Philibert Pompée qui y ouvrit en 1853 une école professionnelle libre. Cette bâtisse fut ensuite partiellement occupée par la mairie, puis détruite en 1912[16].
- Au no 41 se trouvait un ancien bâtiment de la Banque de France, devenu aujourd'hui l'Espace des Confluences où sont présentés les projets de développement urbain de la ville.